# 艾因凱爾邁斯
34°54′29″N 1°06′29″E / 34.908176°N 1.108074°E
艾因凱爾邁斯（阿拉伯语：‎），是阿爾及利亞的城鎮，位於該國北部，由提亞雷特省負責管轄，是艾因凱爾邁斯區的首府，面積238平方公里，海拔高度1,077米，2008年人口17,541，人口密度每平方公里74人。